# Maksym Rylski

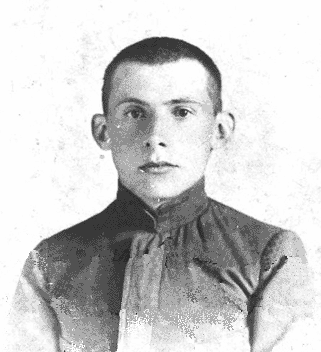
Maksym Rylski w młodości

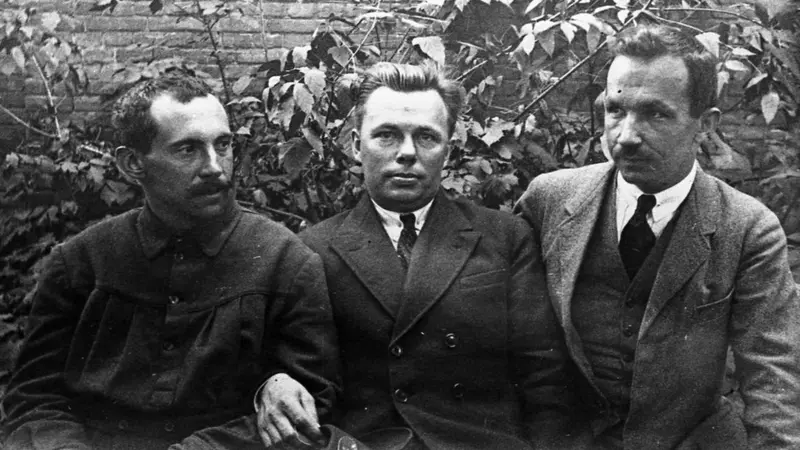
Maksym Rylski, Mykoła Zerow, Pawło Fyłypowycz, trzej neoklasycy, lata 20. XX wieku

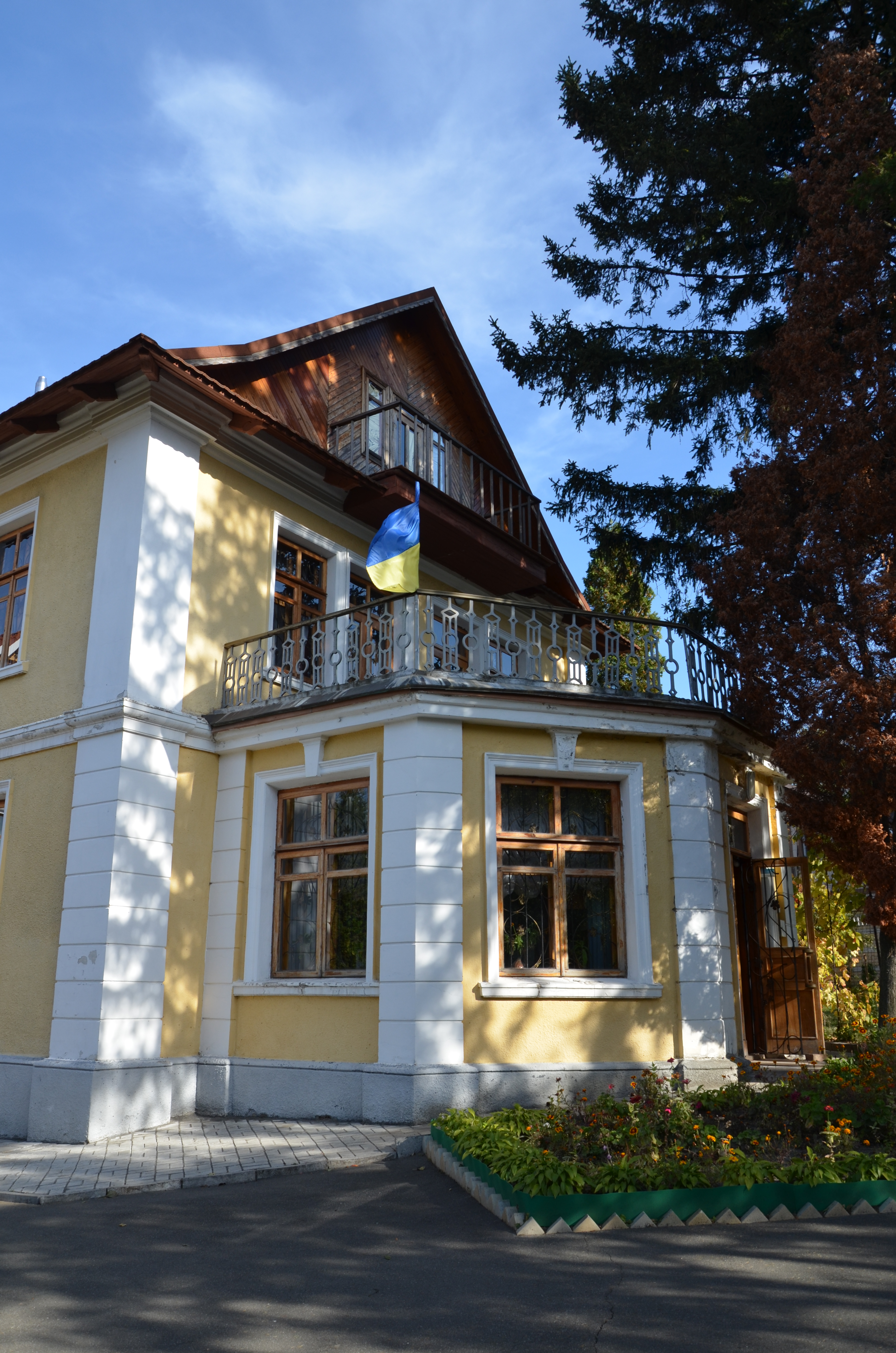
Dom Maksyma Rylskiego w Kijowie, obecnie muzeum poety

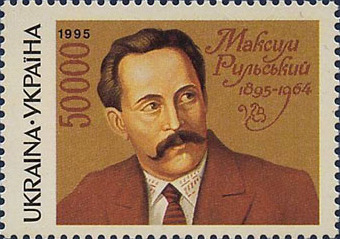
Maksym Rylski na znaczku Ukrainy

Maksym Tadejowycz Rylski (ukr. Максим Тадейович Рильський; ur. 7 marca?/19 marca 1895 w Kijowie, zm. 24 lipca 1964 tamże) – ukraiński poeta, tłumacz, publicysta, działacz społeczny, pracownik Akademii Nauk USRR, doktor honoris causa Uniwersytetu Jagiellońskiego od 1964 roku. Należał do generacji określanej jako rozstrzelane odrodzenie.

## Życiorys
Syn Tadeusza Rylskiego i Melanii Fedoriwnej. Ojciec był etnografem i działaczem społecznym, synem zamożnego polskiego szlachcica Rozesława Rylskiego i księżnej Trubeckiej. Matka była prostą chłopką ze wsi Romaniwka. W 1902 roku umarł Tadeusz Rylski i rodzina przeprowadziła się do Kijowa. Maksym Rylski na początku uczył się w domu, później w prywatnym gimnazjum w Kijowie.
Jako dziecko zawarł znajomość z kompozytorem Mykołą Łysenką, etnografem i badaczem Dmytrem Rewuckim, aktorem i reżyserem Panasem Saksahańskim, etnografem i folklorystą Oleksandrem Rusowym. Po ukończeniu gimnazjum studiował medycynę na Kijowskim Uniwersytecie św. Włodzimierza, później na wydziale historyczno-filologicznym Uniwersytetu Ludowego w Kijowie, ale żadnego z tych kierunków nie skończył. Zajmował się językami, muzyką; samouk. W latach 1919–1926 był nauczycielem.
Pierwszy wiersz opublikował w 1907, a pierwszy zbiór poezji Na biłych ostrowach wydano w 1910. Natomiast pierwszym dojrzałym zbiorem poezji był tomik Pid osinnimy zoriamy z 1918.
W latach 20. należał do artystycznego ugrupowania neoklasyków, krytykowanego oficjalnie za dekadentyzm i oderwanie od ówczesnych potrzeb socjalistycznego życia. W ciągu dziesięciolecia zostało wydanych 10 tomików wierszy, m.in. Synia dałecziń (1922), Poemy (1925), Kriź buriu i snih (1925), Trynadciata wesna (1926), Homin i widhomin, De schodiatsia dorohy (1929), a także kilka tłumaczeń, zwłaszcza opublikowane w 1927 tłumaczenie Pana Tadeusza, do dziś uznawane za najlepsze w literaturze ukraińskiej.
W 1931 aresztowany przez OGPU, trafił na rok do więzienia. Po wyjściu z więzienia Ostap Wysznia wziął go do siebie, do Charkowa. Reszta neoklasyków była aresztowana przez OGPU i NKWD, zesłana do łagrów i zginęła w egzekucjach w czasie „wielkiego terroru” (Mychajło Draj-Chmara, Pawło Fyłypowycz, Mykoła Zerow).
Po 1931 roku w jego twórczości dochodzi do zmiany – w zbiorze Znak tereziw (1932) ogłosił, że radziecka rzeczywistość jest właściwa, dzięki czemu był jedynym neoklasykiem, który uniknął stalinowskiego terroru i był zaliczany do grona radzieckich poetów.
Jego twórczość podzieliła się na dwie części: oficjalną i liryczną. W lirycznej części udało mu się tworzyć niezależne od polityki wiersze. Tłumaczył również prace naukowe z językoznawstwa i literaturoznawstwa.
W latach 1944–1964 Rylski był dyrektorem Instytutu historii językoznawstwa, folkloru i etnografii Akademii Nauk USRR. W 1960 roku otrzymał Nagrodę Leninowską, dwukrotnie (w 1943 i 1950) Państwową Nagrodę ZSRR.

## Twórczość
- Na biłych ostrowach (1910)
- Pid osinnimy zoriamy (1918)
- Synia dałecziń (1922)
- Poemy (1925)
- Kriź buriu i snih (1925)
- Trynadciata wesna (1926)
- Homin i widhomin (1929)
- De schodiatsia dorohy (1929)
- Znak tereziw (1932)
- Kyjiw (1935)
- Lito (1936)
- Ukrajina (1938)
- Zbir wynohradu (1940)
- Za ridnu zemlu (1941)
- Słowo pro ridnu matir (1942)
- Switła zbroja (1942)
- Żaha (1943)
- Neopałyma kupyna (1944)
- Mandriwka w mołodist' (1944)
- Czasza drużby (1946)
- Wirnist' (1947)
- Pid zoriamy Kremla (1953)
- Na onowłenij zemli (1956)
- Hołosijiwśka osiń (1959)
- W zatinku żajworonka (1961)
- Poeziji (І-ІІІ, 1946)
- Poeziji (І-ІІІ, 1949)
- Twory (І-ІІІ, 1956)
- Twory (I-Х, 1960–1962)

## Tłumaczenia
- Pan Tadeusz A. Mickiewicza
- Hernani V. Hugo
- Dziewica Orleańska Voltaire’a
- Król Lear W. Shakespeare’a
- Dwunasta noc W. Shakespeare’a
- Eugeniusz Oniegin A. Puszkina

## Inne
W 1965 nazwano na jego cześć ulicę w Kijowie, na której mieszkał i pracował. Obok znajduje się Park im. Maksyma Rylskiego (nazwany tak w 1964). Postawiono mu też dwa pomniki i muzeum.